# Ніко Клопп
Ніко Клопп (люксемб. Nico Klopp, 18 вересня 1894, село Бех-Махер — 29 грудня 1930, Люксембург) — люксембурзький художник, відомий перш за все своїми картинами з краєвидами річки Мозель, виконаними у постімпресіоністському стилі.

## Біографія
Закінчив школу мистецтв і ремесел у місті Люксембург. Художню освіту продовжив у Кельні (1916—1918) і Веймарі (1919—1920).
1927 року разом з Джозефом Куттером і низкою інших художників покинув Люксембурзький художній гурток (об'єднання художників Великого Герцогства) і став співзасновником щорічної авангардиської виставки Salon de la Sécession (проходила у 1927—1930 роках).
Клопп жив у Ремісі, на півдні Люксембургу, де створив багато картин з видами місцевих пейзажів. Його картини виставлялися у галереях і на виставках у Люксембургу та за кордоном — у Трірі (Німеччина), Нансі (Франція), Брюгге (Бельгія). Він помер в Люксембурзі 29 грудня 1930 року, коли йому було тільки 36 років.

## Галерея

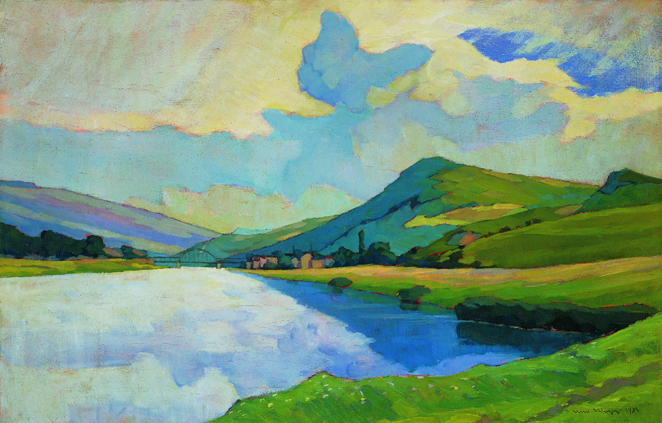
Мозель біля Шенген. 1924.
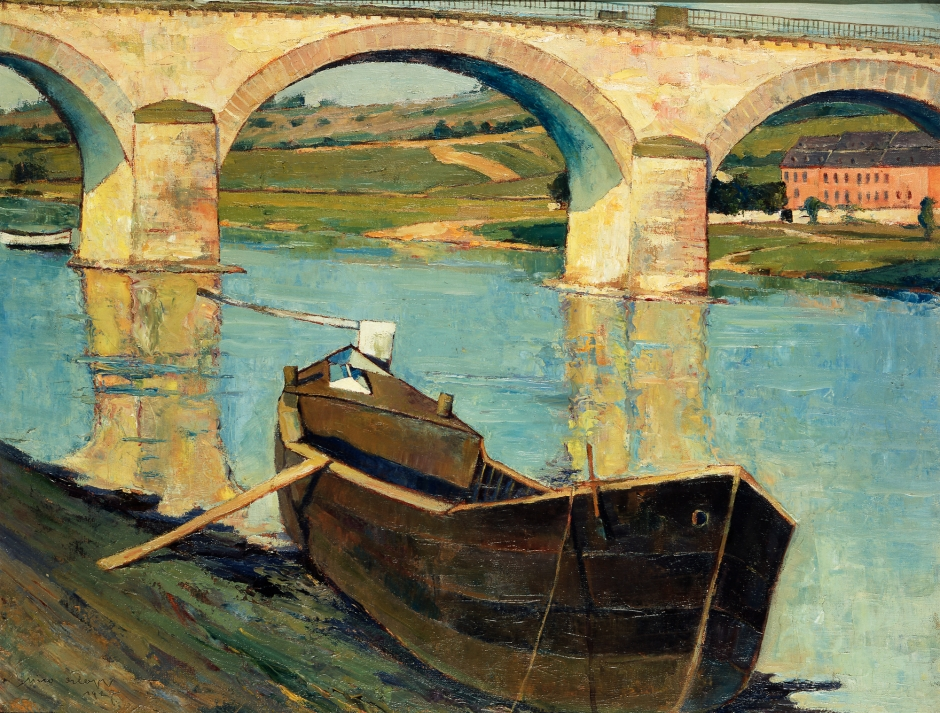
Міст Реміх. 1920-і роки.
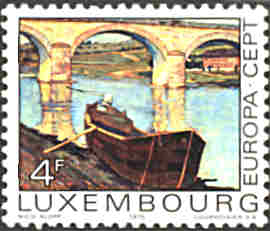
Люксембурзька поштова марка з репродукцією картини Клоппа. 1975.
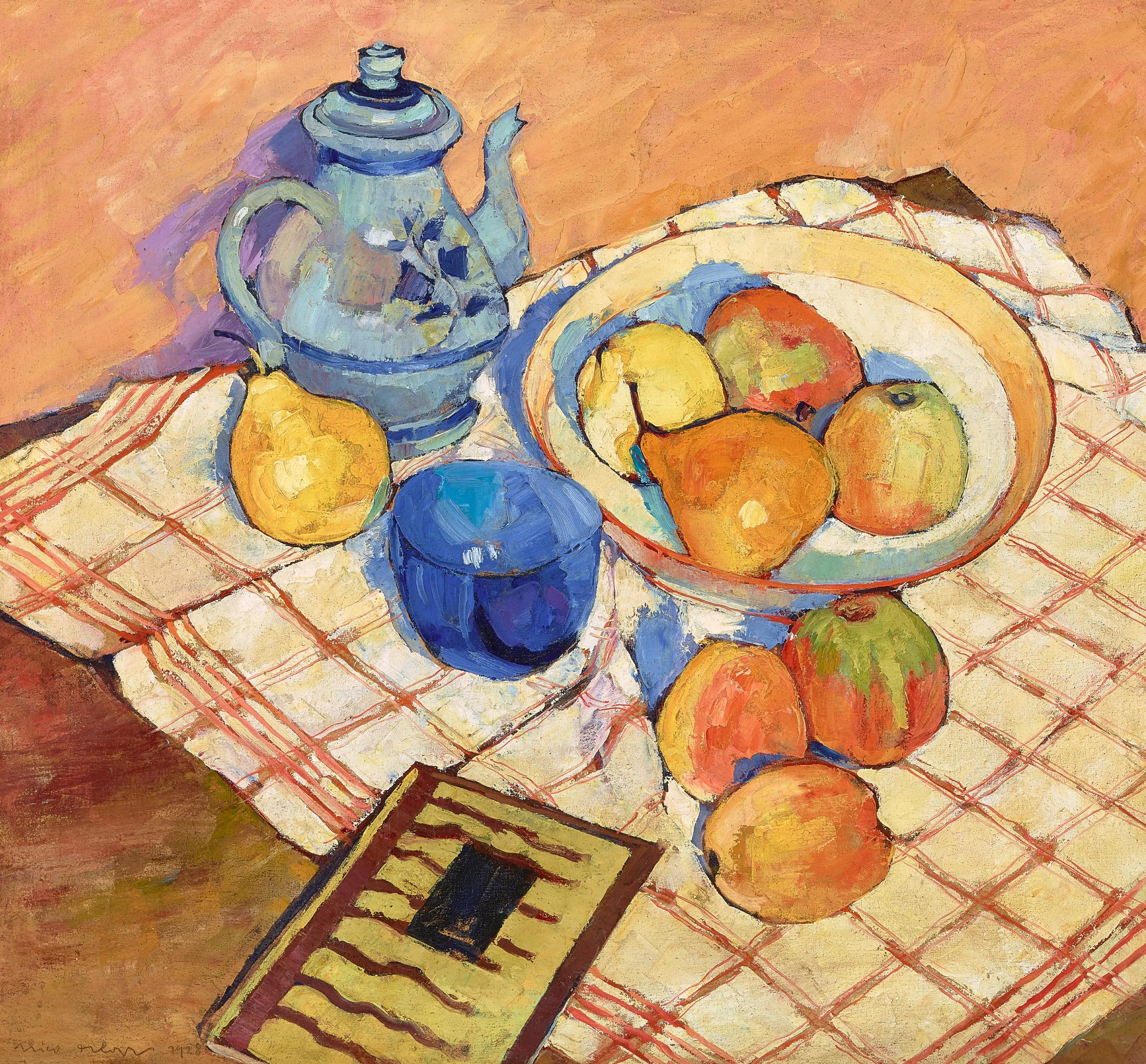
Натюрморт з фруктами. 1928 .